# 大山道路
大山道路（おおやまどうろ）は、高知県安芸市に建設中の総延長 7. 0kmの国道55号（国道493号重複）のバイパスである。
地域高規格道路阿南安芸自動車道の一部を構成し、高知県東部地域の広域交通ネットワークを形成し、また災害の起こりやすい国道55号を回避して安全性を向上することを目的としている。
大山トンネルを含む一部区間が開通している。

## 歴史
- 1998年（平成10年）度 : 大山岬を挟んだ安田町 - 安芸市間 (7 km) を地域高規格道路の調査区間に指定。
- 2003年（平成15年）度 : 調査区間 (7 km) の内、中央部分 (3.0km) を整備区間指定[2]
- 2004年（平成16年）度 : 事業化[2]
- 2009年（平成21年）1月17日 : 安芸市下山 - 河野間 (2.0 km) 着工記念式開催[3]。
- 2015年（平成27年）2月28日 : 安芸市下山 - 河野間 (2.0 km) 供用開始[4][5]。

## 開通区間の概要
大山岬付近をバイパスする延長約1.3kmの大山トンネルを含む延長約2.0kmの区間が2015年（平成27年）2月28日に国道55号の現道として供用を開始し、旧道区間は4月1日に国道の指定を解除され、安芸市道大山旧国道線となった。
- 起点：高知県安芸市下山[6]
- 終点：高知県安芸市河野[6]
- 延長：2.0 km[6]
- 規格：第3種第2級[6]
- 設計速度：60 km/h[6]
- 車線：2車線[6]
- 幅員：8.0m（車線部分3.25m* × ,、肩部分0.75m* × ）[6]

## 接続する道路
- 事業区間（安芸道路） 5.8 km
- 調査区間（大山道路） 2.0 km
- 整備区間（大山道路） 3.0 km
- 調査区間（大山道路） 2.0 km
- 計画区間

## 進捗状況
- 2006年（平成18年）度：用地買収に着手[2]。
- 2007年（平成19年）度：用地買収を推進。
- 2008年（平成20年）度：用地買収推進、工事着手[2]。